# Igli Tare
Igli Tare, né le 25 juillet 1973 à Vlorë en Albanie, est un footballeur albanais évoluant au poste d'attaquant, devenu directeur sportif.

## Biographie
Le 1er juillet 2008, il devient directeur sportif au sein de la Lazio Rome.

## Vie privée
Son fils, Étienne Tare évolue actuellement avec l'équipe U17 de la Lazio Rome.